# Régimen de participación
El régimen de participación o régimen de participación en los gananciales es un régimen patrimonial del matrimonio en el que durante su vigencia cada cónyuge mantiene su propio patrimonio, administrando libremente sus bienes —actuando como separados de bienes—, pero al término del régimen el cónyuge que ha adquirido mayores gananciales debe compensar al otro que ha obtenido menos.
Existen dos modalidades del régimen: el de comunidad diferida y la modalidad crediticia. 
En el régimen de participación de comunidad diferida se produce ipso iure, una vez extinguido el régimen, una comunidad de bienes integrada por los gananciales obtenidos por los cónyuges durante la vigencia del régimen, esto es, todos los bienes adquiridos a título oneroso, los cuales se reparten por partes iguales entre ambos.
En el régimen de participación de modalidad crediticia, la diferencia entre los gananciales obtenidos por los cónyuges, durante la vigencia del régimen, genera un derecho a participar por mitades en el valor del excedente en los gananciales, es decir, el cónyuge que obtuvo menos tiene un crédito o derecho de participación en contra del otro cónyuge para que se le compense la mitad dicho valor, conforme a las reglas generales de cobro de deudas.

## Antecedentes
El régimen de participación es el más moderno de los regímenes patrimoniales del matrimonio, aunque sus antecedentes históricos se remontan a, aproximadamente, comienzos del siglo XX. Es posible encontrar sus orígenes en el Derecho consuetudinario húngaro suprimido en 1946, una ley sueca de 1920 y un proyecto de ley francés de 1932.
En Alemania, se introdujo con la Ley de igualdad de 1957. En el país germano este régimen se encuentra particularmente extendido, donde el Zugewinngemeinschaft es, a diferencia de los países del Derecho continental, el régimen legal o por defecto en ausencia de una capitulación matrimonial. 
En Francia, fue introducido por una ley de 1965, inspirada en el modelo alemán, como régimen convencional.
En América, el primer país en introducirlo fue Costa Rica. En Colombia fue incorporado en 1932; en Uruguay en 1946; Bolivia en 1972; Perú en 1984; en Chile en 1994.

## Regulación por países
- Artículos 1672 a 1686 del Código Civil de Brasil.[4]
- Artículos 1792-1 a 1792-27 del Código Civil de Chile (modalidad crediticia).[5]
- Artículos 1363 a 1390 del Código Civil de Alemania (modalidad crediticia).[6]
- Artículos 1411 a 1434 del Código Civil de España (modalidad crediticia).[7]
- Artículos 1569 a 1581 del Código Civil de Francia.[8]